# ニトロシュガー
ニトロシュガー(Nitrosugars)とは糖類をニトロ化して製造された火薬類全般を指す言葉である。
糖類は多価アルコールの酸化物であってアルデヒド基やケトン基を持っており、分子内に環状構造をもっているため、
硝酸エステル化すると容易に爆発物となる。
サトウキビ糖などはグリセリンよりも安いため、グリセリンに糖類を混ぜて一緒に硝化したニトログリセリンとニトロシュガーの混合物をニトロヒドレン(Nitrohydrene)と呼ぶ。
アメリカでは一時期、安価な爆薬製造方法として研究されたが、安定度が低いため使えなかった。
精製を行い安定剤を加えれば実用に耐えるだけの安定度が得られたが、
結局は低コストというメリットを潰してしまうので実用化には到らなかった。

## 主なニトロシュガー類
- ニトロアラビノース
- ニトログルコース
- ニトロマンノース
- ニトロマルトース
- ニトロラクトース
- ニトロスクロース